# Moconesi
Moconesi – miejscowość i gmina we Włoszech, w regionie Liguria, w prowincji Genua.
Według danych na rok 2004 gminę zamieszkiwało 2558 osób, 159,9 os./km².